# Jerzy Choróbski
Jerzy Ludwik Choróbski (ur. 22 listopada 1902 w Podhajcach, zm. 22 sierpnia 1986 w Warszawie) – polski neurochirurg i neurofizjolog, docent. Popularyzator lobotomii w Polsce.

## Życiorys
Urodził się w rodzinie Stanisława i Wandy z Buynowskich. Pobierał nauki w gimnazjach w Krakowie i Wiedniu. W 1920 ukończył Kolegium oo. Jezuitów w Chyrowie, gdzie uzyskał świadectwo dojrzałości. Podjął studia medyczne na Wydziale Lekarskim Uniwersytetu Jagiellońskiego. Podczas nauki był wiceprezesem Centrali Akademickich Związków Samopomocowych oraz wolontariuszem w Zakładzie dla Psychicznie Chorych w Kobierzynie. W 1926 uzyskał tytuł doktora wszech nauk lekarskich i wyjechał do Warszawy, gdzie rozpoczął pracę w Klinice Chorób Nerwowych Uniwersytetu Warszawskiego, należał do tzw. szkoły prof. Kazimierza Orzechowskiego. Rok później wyjechał do Zurychu, gdzie studiował psychiatrię w Klinice Psychiatrycznej Eugena Bleulera, a potem pracował w Klinice Neurologicznej Georgesa Guillain. W 1928 wyjechał do Paryża, kontynuował naukę na Oddziale Neurologicznym Clovis Vincenta, uczęszczał na konsultacje eksternistyczne Józefa Babińskiego i uczestniczył w operacjach neurochirurgicznych Thierry de Martel'a. W 1930 uzyskał stypendium Madeleine Ottman i wyjechał do Kanady, aby prowadzić badania nad padaczką. Pracował w Klinice Neurologii i Neurochirurgii Uniwersytecie Mc Gill w Montrealu pod kierunkiem prof. Wildera Penfielda, otrzymał tytuł Master of Science za pracę „Vasodilator nerves and their pathway from the medulla oblongata”. Po dwuletnim pobycie wyjechał do Chicago, gdzie został rezydentem Kliniki Neurochirurgii Northwestern University Medical School, pracował tam pod kierunkiem Loyala Davisa. Po roku przyznano Jerzemu Choróbskiemu stypendium Fundacji Rockefellera, które umożliwiło mu kontynuować specjalizację w dziedzinie neurochirurgii. Po powrocie do kraju w połowie 1934 został stypendystą Funduszu Kultury Narodowej, został asystentem w Klinice Chorób Nerwowych Uniwersytetu Warszawskiego. Podjął się wówczas organizacji Oddziału Neurochirurgii, który uruchomiono rok później. W 1937 należał do grupy uczestników Zjazdu Europejskich Neurochirurgów, który odbył się w Berlinie i we Wrocławiu. Od stycznia 1939 był członkiem Towarzystwa Lekarskiego Warszawskiego.
Podczas kampanii wrześniowej wykonywał zawód aż do kapitulacji. Operował zarówno w Warszawie jak i w szpitalu w Otwocku, za hart ducha i poświęcenie otrzymał Krzyż Srebrny Orderu Virtuti Militari. Podczas okupacji prowadził zakonspirowaną praktykę lekarską udzielając pomocy również Żydom. Pod pseudonimem Ludwik redagował Biuletyn Informacyjny Biura Informacji i Propagandy Komendy Głównej Związku Walki Zbrojnej – Armii Krajowej. W czasie powstania warszawskiego prowadził szpital polowy przy ulicy Chmielnej 26. Po upadku powstania warszawskiego znalazł się w Krakowie.
Po wyzwoleniu pracował w klinice oo. Bonifratrów w Krakowie. Po powrocie do Warszawy w lutym 1945 rozpoczął organizację oddziału neurochirurgii, co nastąpiło pięć miesięcy później. W 1946 obronił pracę habilitacyjną, został docentem w dziedzinie neurochirurgii, w 1947 stworzył na Uniwersytecie Warszawskim pierwszą w historii klinikę neurochirurgiczną. W 1949 uzyskał tytuł profesora nadzwyczajnego, w latach 1949–1950 był wykładowcą neurochirurgii na Uniwersytecie Warszawskim, a od 1950 do 1969 na Akademii Medycznej.
Od 1951 był członkiem korespondencyjnym Towarzystwa Naukowego Warszawskiego. W 1958 został profesorem zwyczajnym, rok później Uniwersytet McGill w Montrealu nadał Jerzemu Choróbskiemu tytuł Doctor of Science Honoris Causa. Trzy lata później zrezygnował z prowadzenia kliniki, a w 1969 przeszedł na emeryturę. Na wniosek Rady I Wydziału Lekarskiego w 1982 otrzymał tytuł doktora honoris causa Akademii Medycznej w Warszawie. 
Zmarł w Warszawie, pochowany na cmentarzu Rakowickim w Krakowie. 

## Dorobek naukowy
Jerzy Choróbski był odkrywcą istnienia włókien nerwowych, które decydują o rozszerzaniu się naczyń krwionośnych w ludzkim mózgu. Badał funkcjonowanie ruchów mimowolnych, pracował nad ich występowaniem oraz opisał metody leczenia chirurgicznego. Stworzył wiele prac związanych z diagnostyką wentrykulograficzną (obecnie pneumoencefalografia), działaniem ruchów mimowolnych oraz leczeniem chirurgicznym ropni i wągrzycy mózgu. Był autorem 44 prac naukowych. 

## Ordery i odznaczenia
- Krzyż Komandorski z Gwiazdą Orderu Odrodzenia Polski
- Krzyż Komandorski Orderu Odrodzenia Polski
- Krzyż Kawalerski Orderu Odrodzenia Polski
- Krzyż Srebrny Orderu Virtuti Militari (1939)
- Srebrny Krzyż Zasługi z Mieczami
- Warszawski Krzyż Powstańczy
- Krzyż Armii Krajowej
- Medal 10-lecia Polski Ludowej (13 stycznia 1955)[3]
- Złoty Medal „Za zasługi dla obronności kraju”
- Medal Komisji Edukacji Narodowej
- Medal im. Mikołaja Kopernika PAN
- Odznaka 1000-lecia Państwa Polskiego
- Odznaka tytułu honorowego „Zasłużony Lekarz PRL”

Źródło: Powstańcze Biogramy - Jerzy Choróbski.